# Emission (Umwelt)

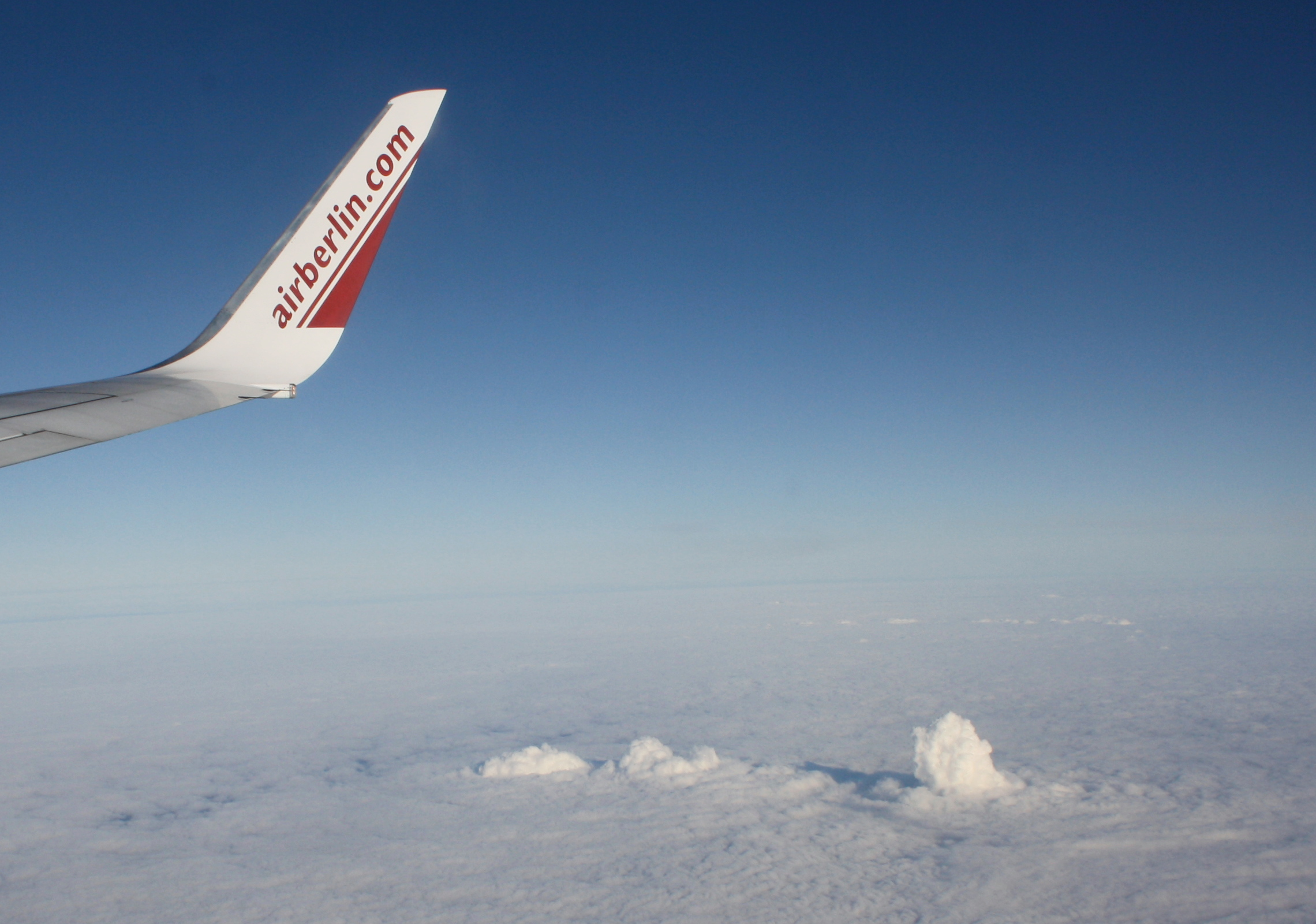
Flugzeuge und Kohlekraftwerke emittieren Kohlendioxid und andere gasförmige Schadstoffe sowie Ruß in die Erdatmosphäre.

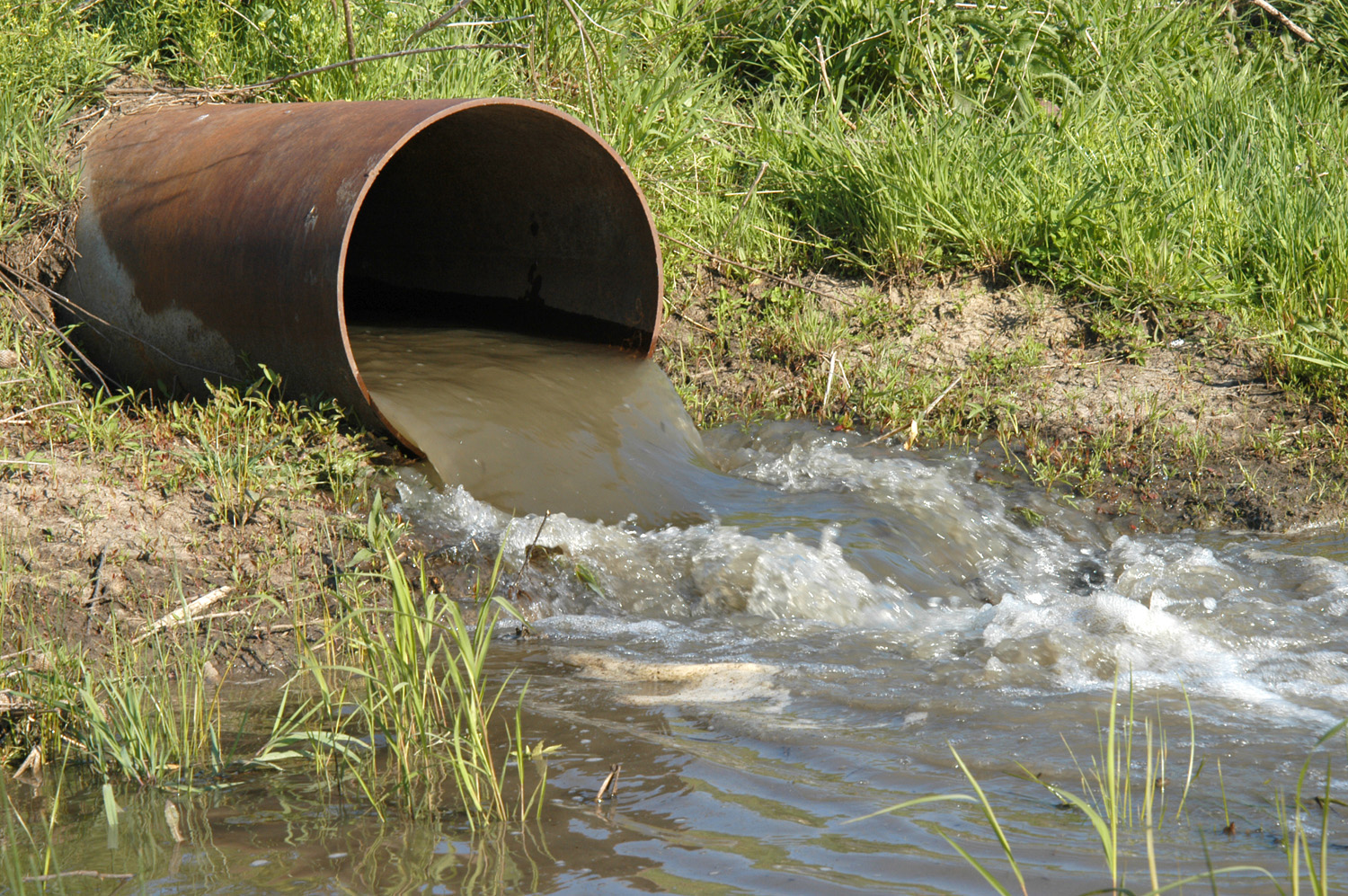
Abwasser läuft in ein Gewässer. Auf diesem Weg kann es zur Emission von Schadstoffen in die Umwelt kommen.

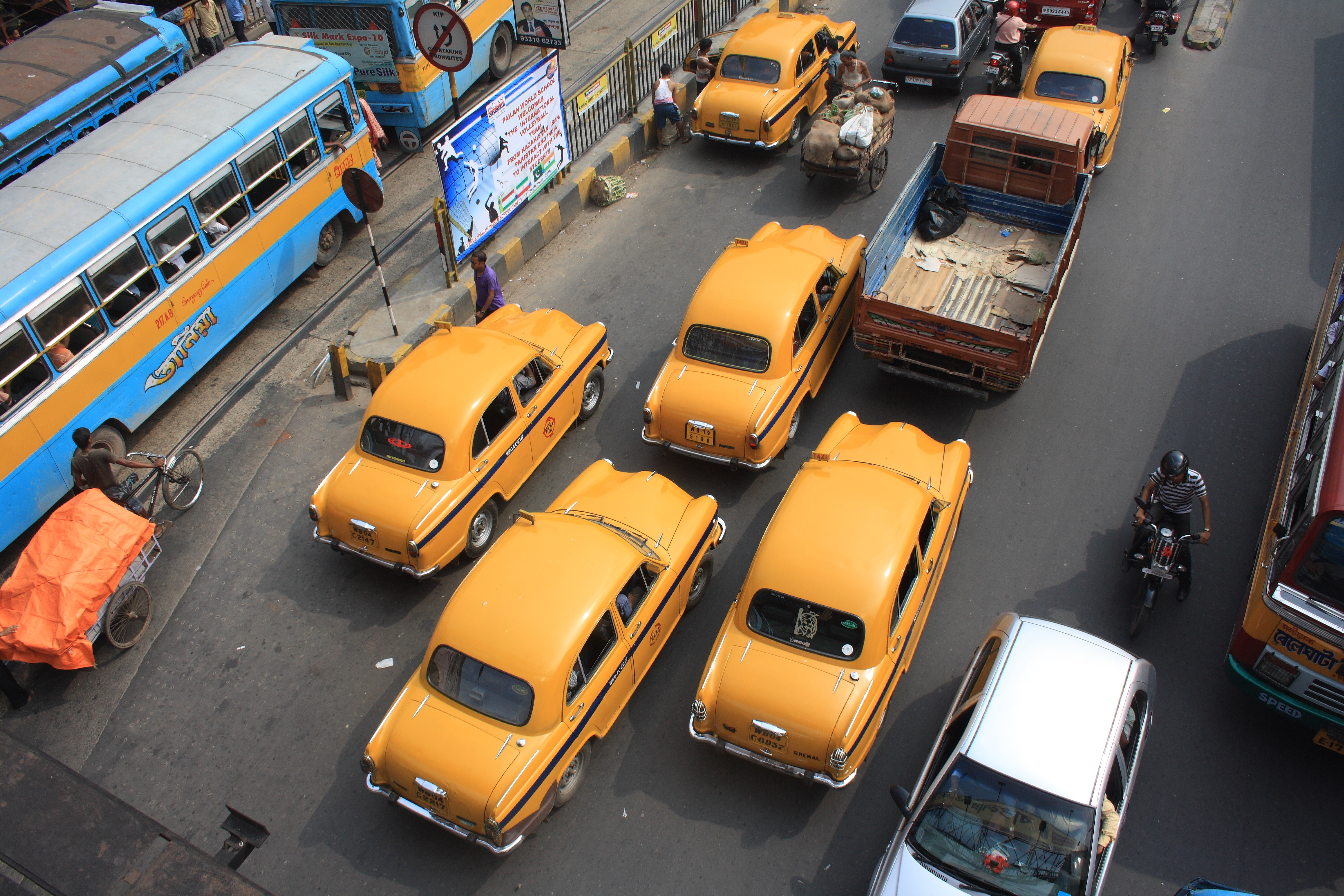
Durch Straßenverkehr werden Abgase und Lärm emittiert.

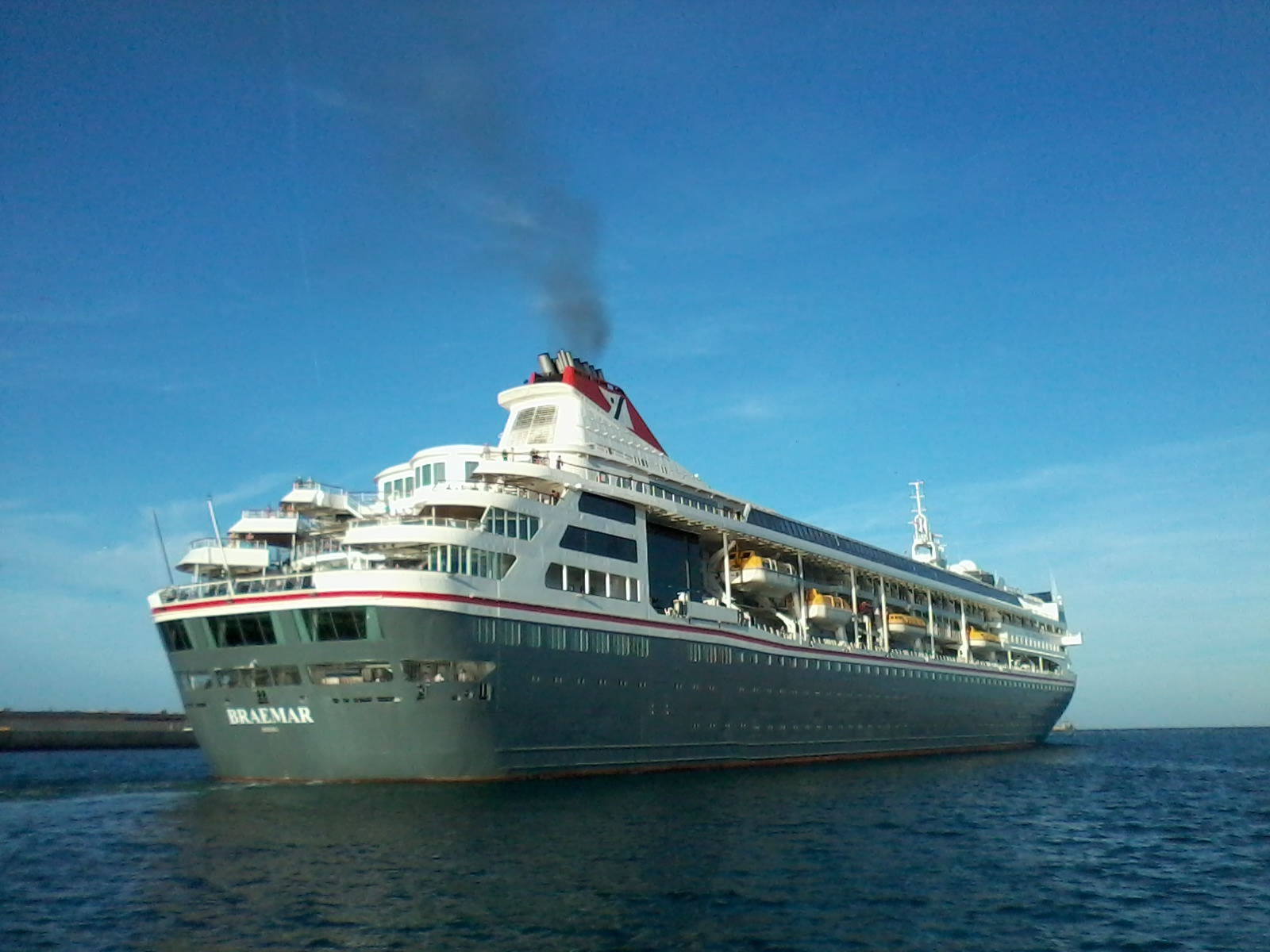
Kreuzfahrtschiffe stoßen gesundheitsschädliche Feinstaub- und Stickoxidemissionen aus, die weit über den Grenzwerten des Straßenverkehrs liegen.

Emission (von lateinisch emittere ‚herausschicken, -senden‘), im Deutschen Austrag oder Ausstoß, bedeutet allgemein Aussendung von Teilchen, Stoffen, (Schall-)Wellen oder Strahlung in die Umwelt. Die Quelle wird Emittent genannt. Jede Emission bewirkt eine Immission (Einwirkung).

## Anthropogene und natürliche Emissionen
Emissionen sind zum einen anthropogenen Ursprungs, also vom Menschen verursacht. Zum anderen gibt es auch natürliche Emittenten. So emittieren zum Beispiel Pflanzenfresser und Sümpfe Methan (Sumpfgas, CH4), Pflanzen emittieren Pollen und flüchtige organische Verbindungen (volatile organic compound, VOC), Vulkane emittieren Schwefeldioxid (SO2), Gesteine sondern Radioaktivität und Schwermetalle in unterschiedlichem Ausmaß ab (beispielsweise alltäglich β-Strahlung und γ-Strahlung beim radioaktiven Zerfall von 40K; entstehendes Radon oder der natürliche Arsen-Hintergrund des Trinkwassers).
Emissionen können diffus sein oder aus gefassten Quellen, wie zum Beispiel Schornsteinen, stammen. Ob eine Quelle als „Emittent“ und ein Stoff- oder Energiefluss als „Emission“ bezeichnet wird, hängt primär davon ab, ob der Vorgang umweltrechtlich relevant ist, und nicht davon, ob der Vorgang „unnatürlich“ ist. Damit bezieht sich der Begriff Emissionsquelle also nicht auf den natürlichen Emittenten. Der Gesetzgeber kann einer Gesteinszone nicht verbieten, dass sich Arsen im Grundwasser ansammelt, wohl aber eine allfällige Quellfassung fordern. So darf natürliches Wasser, das gewisse Grenzwerte überschreitet, nicht für die Trinkwasserversorgung genutzt werden – die Emission oder Immission, im Sinne des Umweltrechts entsteht hier erst durch die Wassernutzung.

## Begriffe im umweltrechtlichen Sinne
Der Begriff Emission ist in der Physik allgemein üblich, Immission hauptsächlich in der Umwelttechnik und im Umweltrecht.
Emissionen im Sinne des § 3 Abs. 3 BImSchG sind die von einer Anlage ausgehenden Luftverunreinigungen, Geräusche, Erschütterungen, Licht, Wärme, Strahlen und ähnlichen Erscheinungen. Luftverunreinigungen nach § 3 Abs. 4 BImSchG sind Veränderungen der natürlichen Zusammensetzung der Luft, insbesondere durch Rauch, Ruß, Staub, Gase, Aerosole, Dämpfe oder Geruchsstoffe.
Emission als Austrag besteht aus giftigen, gesundheitsschädlichen oder umweltgefährdenden chemischen Stoffen, etwa aus Schadstoffen aller Art, Reizstoffen, Allergenen, aber auch als Schallemission (Lärm), Licht, ionisierende Strahlung oder Erschütterungen. Typische Beispiele sind gas- und/oder feinstaub-förmige Schadstoffemissionen aus Autos oder Schornsteinen, flüssige Emissionen aus Altlasten, staubförmige Emissionen von Halden, Kunststoffemissionen durch Umwelteinträge von Kunststoffen, Straßenlärm und Lichtverschmutzung.
In der Umweltgesetzgebung versteht man unter Emittent nur eine Anlage im Sinne des Gesetzes, von der Luftverunreinigungen, Geräusche, Erschütterungen, Licht, Wärme, Strahlen und ähnliche Erscheinungen ausgehen. Beispiele sind Schadstoffeinträge in die Luft (Emittenten sind Autos, Fabriken oder Heizungen), in das Grundwasser (Emittenten können Altlasten oder die Landwirtschaft sein) oder in Gewässer (mögliche Emittenten sind hier Kläranlagen).
Im Regelwerk zum Klimaschutz bezeichnet der Begriff Emissionen die Freisetzung von Treibhausgasen oder deren Vorläufersubstanzen in die Atmosphäre. Sachlich ungenau (und irreführend) ist die Verwendung dieses Begriffs zur Bezeichnung von Stoffen, die zwar in einem Prozess entstehen, deren Freisetzung in die Atmosphäre aber durch die Anwendung von Abscheidetechnologien (Carbon Capture and Storage, Carbon Capture and Utilization) vermieden wird.

## Rolle von Emissionen für den Umweltschutz
Ein wesentliches Ziel des Umweltschutzes ist es, schädliche Emissionen möglichst an der Quelle abzustellen oder so weit wie möglich zu reduzieren, um so Umweltverschmutzung wie Luftverschmutzung, Bodenverschmutzung oder Gewässerverschmutzung zu vermeiden, sowie zum anderen Menschen vor Belastungen zu schützen.
Grenzwerte für Emissionen finden in Deutschland durch das Bundes-Immissionsschutzgesetz Anwendung im Rahmen von Genehmigungen und Anordnungen.
In der Schweiz ist das Umweltschutzgesetz die gesetzliche Grundlage für die Begrenzung der Emissionen „durch Massnahmen bei der Quelle“: Die Emissionsbegrenzungen werden verschärft, wenn die Einwirkungen schädlich oder lästig werden (Art. 11.3). Die Eingrenzung geschieht durch den Erlass von Emissionsgrenzwerten, Bau- und Ausrüstungsvorschriften, Verkehrs- oder Betriebsvorschriften, Vorschriften über die Wärmeisolation von Gebäuden, Vorschriften über Brenn- und Treibstoffe. Mit Verordnungen und darauf aufbauenden Verfügungen werden Emissionen begrenzt,
beispielsweise mit der Maschinenlärmverordnung (MaLV) des UVEK.
Die Reduzierung der CO2-Emissionen, sowie der Treibhausgas-Emissionen insgesamt, sind im Rahmen des Klimaschutzes im CO2-Gesetz der Schweiz festgelegt.
Lenkungsabgaben, wie die CO2-Abgabe oder die Mineralölbesteuerung, werden aufgrund internationaler Verpflichtungen nach einer Erfolgskontrolle (mit Umweltinformationssystemen) mittels CO2-Verordnung erhöht oder beibehalten.
Wie im letzten Beispiel deutlich wird, kann auch ein ganzes Maßnahmenbündel zur Anwendung kommen, weil es hier nicht um eine einzelne Emissions-Quelle, sondern um eine problematische Gesamtemission im globalen Gleichgewicht geht. Dies kann auch für die Meeresverschmutzung gelten, wie dem Plastikmüll in den Ozeanen oder der Versauerung der Meere.